# Гидротартрат рубидия
Гидротартрат рубидия — неорганическое соединение,
кислая соль рубидия и винной кислоты
с формулой RbC4H5O6,
бесцветные кристаллы,
растворяется в воде.

## Получение
- Реакция винной кислоты и разбавленного раствора хлорида рубидия[1]:
{\displaystyle {\ce {RbCl + C4H6O6 -> RbC4H5O6 + HCl}}}

## Физические свойства
Гидротартрат рубидия образует бесцветные кристаллы
ромбической сингонии,
пространственная группа P212121,
параметры ячейки a = 0,79233 нм, b = 1,09883 нм, c = 0,76527 нм, Z = 4,
структура типа гидротартрата цезия CsC4H5O6.
Обладает оптической изомерией.
Является ферроэлектриком.
Растворяется в воде.